# Statuia Papei Ioan Paul al II-lea din Suceava

Statuia Papei Ioan Paul al II-lea din Suceava

Statuia Papei Ioan Paul al II-lea din Suceava este un monument confecționat din rășină sintetică și închinat Papei Ioan Paul al II-lea (1978–2005), care a fost dezvelit în anul 2020 în municipiul Suceava. Statuia este amplasată în fața Bisericii romano-catolice Sfântul Ioan Nepomuk, în centrul orașului, înlocuind prima statuie a fostului Suveran Pontif, realizată din fibră de sticlă și dezvelită în anul 2009 pe același amplasament.

## Istoric și descriere
În anul 2007, Decanatul romano-catolic din Bucovina, prin Parohia romano-catolică Suceava, s-a adresat Primăriei Municipiului Suceava cu intenția de a amenaja o piațetă și a amplasa o statuie cu Papa Ioan Paul al II-lea (1978–2005) în zona Bisericii Sfântul Ioan Nepomuk. Statuia a fost realizată cu ocazia împlinirii a 10 ani de la vizita istorică a Papei Ioan Paul al II-lea în România în mai 1999.
În ziua de duminică, 17 mai 2009, de hramul bisericii, în prezența a 18 preoți, a președintelui CJ Suceava, Gheorghe Flutur, a primarului Ion Lungu, a deputatului Ghervazen Longher și a sute de credincioși, episcopul romano-catolic de Iași, Petru Gherghel, a oficiat ceremonia de dezvelire a statuii fostului Suveran Pontif.

Vechea statuie, aflată pe același amplasament (2009–2020)

Cu acest prilej, episcopul Petru Gherghel a afirmat următoarele: „Mă bucur astăzi, aici, în ziua hramului acestei comunități parohiale, să celebrăm un asemenea moment și să-l întâlnim aici, în spirit, pe Sfântul Părinte. Mă bucur că el rămâne în amintirea noastră și va sta aici. Sfântul Părinte Papa Ioan Paul al II-lea a fost informat de nenumărate ori despre România, despre Bucovina, despre Cacica și gândul lui s-a îndreptat des aici. Un vis al său se împlinește astăzi intrând în Bucovina, în Suceava, îndreptându-se spre Cacica, acolo unde este Maica Domnului, cea care ne unește pe toți: catolici, ortodocși, români, polonezi, ucraineni, credincioși de toate confesiunile”.
Statuia a fost amplasată în fața bisericii romano-catolice, la strada Ștefan cel Mare, vizavi de Palatul Administrativ, pe un soclu din beton îmbrăcat în marmură. Ea avea o înălțime de 1,65 metri, fiind confecționată din fibră de sticlă. Cu acest prilej, spațiul din fața bisericii a primit denumirea de Piațeta Papa Ioan Paul al II-lea. Această statuie era, la momentul amplasării, singura statuie din România a Papei Ioan Paul al II-lea aflată într-un spațiu public. În România mai erau amplasate statui ale fostului Suveran Pontif, însă în interiorul sau în curțile unor biserici romano-catolice (la Nunțiatul Apostolic de la București și în curtea Bisericii Sfânta Tereza din Iași).
La 25 octombrie 2020, este dezvelită oficial o nouă statuie, în cadrul unei ceremonii la care sunt invitați să ia parte primarul Ion Lungu, secretarul general al municipiului Suceava, Ioan Ciutac și președintele Consiliului Județean, Gheorghe Flutur. Slujba religioasă este oficiată de episcopul Diecezei de Iași, Iosif Păuleț.
Despre noul monument, preotul Ciprian Antălucă a spus că este realizat dintr-o rășină de foarte bună calitate care imită cu mare precizie bronzul. Statuia a fost cumpărată cu câțiva ani în urmă, din Polonia, cu susținerea primarului comunei Moara – Eduard Dziminschi (etnic polonez) – și a lui Ghervazen Longher, deputat în Parlamentul României din partea minorității polone. Din cauză că dimensiunile erau prea mari pentru soclul vechii statuete a papei s-a preferat păstrarea statuii într-un colț al bisericii. Noul soclu, realizat de un meșter din Bosanci, Cristian Mircea Olar, cu susținerea financiară îndeosebi a unui credincios din Suceava, are dimensiuni mai mari și este făcut din piatră.